# Курутія сіроброва
Куру́тія сіроброва (Cranioleuca curtata) — вид горобцеподібних птахів родини горнерових (Furnariidae). Мешкає в Андах.

## Опис
Довжина птаха становить 14-15 см. Забарвлення темне, переважно коричневе. Обличчя тьмяно-коричневе, над очима світлі "брови". Лоб коричневий, тім'я рудувато-каштанове. Спина коричнева, нижня частина спини, крила і хвіст рудувато-каштанові. Очі карі, дзьоб коричневий, знизу біля основи рожевуватий.

## Підвиди
Виділяють три підвиди:
- C. c. curtata (Sclater, PL, 1870) — Східний хребет Колумбійських Анд (на західних схилах від південно-східного Сантандеру до Уїли);
- C. c. cisandina (Taczanowski, 1882) — Східний хребет Анд на півдні Колумбії (на південь від західної Какети), на сході Еквадору та на півночі Перу (на південь до Паско);
- C. c. debilis (Berlepsch & Stolzmann, 1906) — Анди в Перу (на південь від Аякучо і Куско) та в Болівії (на південь до західного Санта-Крусу).

## Поширення і екологія
Сіроброві курутії мешкають в Колумбії, Еквадорі, Перу і Болівії. Вони живуть в кронах вологих гірських і рівнинних тропічних лісів та на узліссях. Зустрічаються на висоті від 650 до 2500 м над рівнем моря, переважно на висоті від 900 до 1700 м над рівнем моря.

## Збереження
МСОП класифікує цей вид як вразливий. Сіробровим курутіям загрожує знищення природного середовища.